# Boophis albilabris
Espèce
Synonymes
- Rhacophorus albilabris Boulenger, 1888

Statut de conservation UICN

 LC  : Préoccupation mineure
Boophis albilabris est une espèce d'amphibiens de la famille des Mantellidae.

## Répartition

Aire de répartition de Boophis albilabris.

Cette espèce est endémique de Madagascar. Elle est présente entre 100 et 1 000 m d'altitude dans l'est de l'île. Les observations faites dans l'ouest de Madagascar correspondent à des erreurs d'identification d'individus de l'espèce Boophis occidentalis.

## Description
Boophis albilabris mesure de 43 à 73 mm pour les mâles et de 68 à 81 mm mais certains individus peuvent atteindre 95 mm. Son dos varie du vert-gris au brunâtre avec parfois des taches brunes. Ses flancs sont tachés de blanc. Son ventre est blanc ou jaunâtre.

## Étymologie
Son nom d'espèce, du latin, alba, « blanc », et labrum, « lèvre », lui a été donné en référence à la bande blanche présente au niveau de sa bouche.

## Publication originale
- Boulenger, 1888 : Descriptions of new Reptiles and Batrachians from Madagascar. Annals and Magazine of Natural History, sér. 6, vol. 1, no 6, p. 101-107 (texte intégral).